# Try and Get It

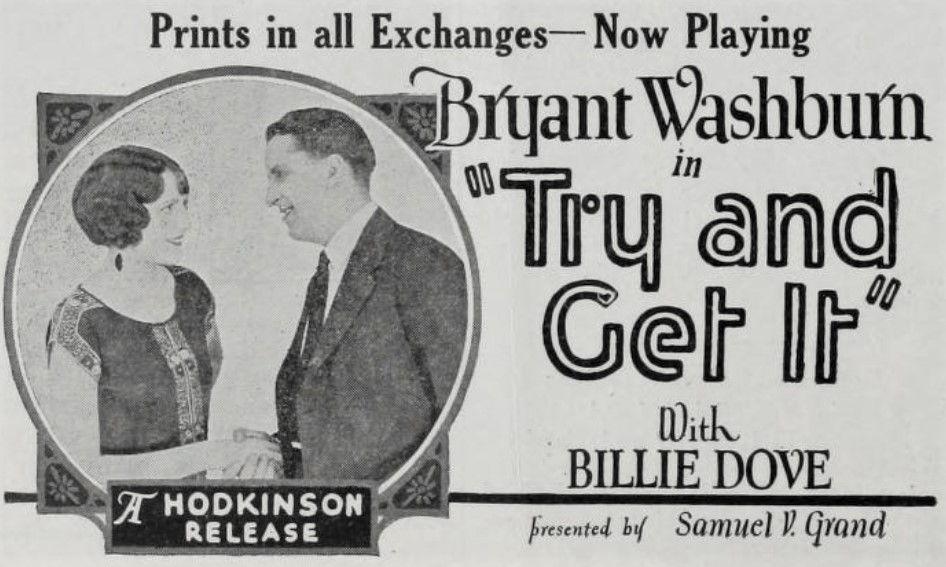
Annonce pour le film dans le magazine Film Daily.

Try and Get It est un film américain réalisé par Cullen Tate (en) et sorti en 1924.

## Synopsis
Larry Donovan, propriétaire d'une imprimerie, dit à son banquier Joe Merrill que s'il ne peut pas recouvrer une facture de sept ans auprès de Tim Perrin dans un délai d'une semaine, il est ruiné. Donovan dit également à Glenn Collins que s'il ne reçoit pas le compte de Perrin dans la semaine, il est également ruiné. Les deux jeunes hommes sont expulsés de la cimenterie de Perrin. Joe se rend dans un magasin appartenant à Perrin, prêt à y rester jusqu'à ce qu'il reçoive le paiement.

## Fiche technique
- Réalisation : Cullen Tate (en)

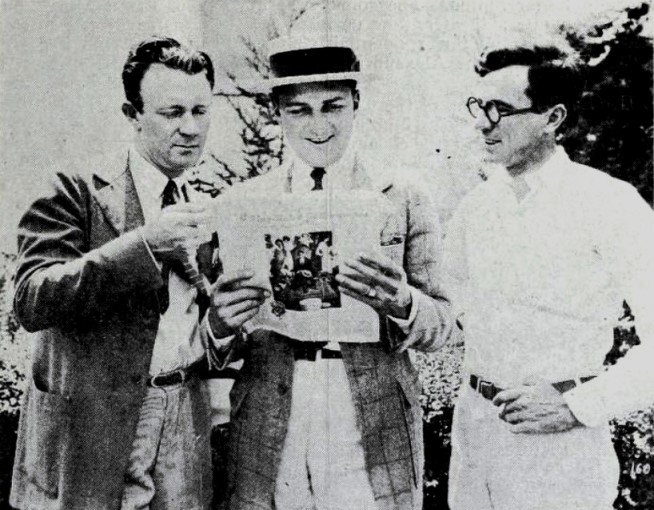
Le réalisateur Cullen Tate, l'acteur Bryant Washburn, et le scénariste Jules Furthman dans Film Daily en septembre 1923.

- Scénario : Jules Furthman, d'après The Rigtailed Galliwampus d'Eugene P. Lyle Jr.[1]
- Producteur : Samuel Bischoff
- Production : Samuel V. Grand
- Genre : Comédie dramatique[2]
- Distributeur : Producers Distributing Corporation
- Durée : 60 minutes
- Date de sortie : 9 mars 1924

## Distribution
- Bryant Washburn : Joseph Merrill
- Billie Dove : Rhoda Perrin

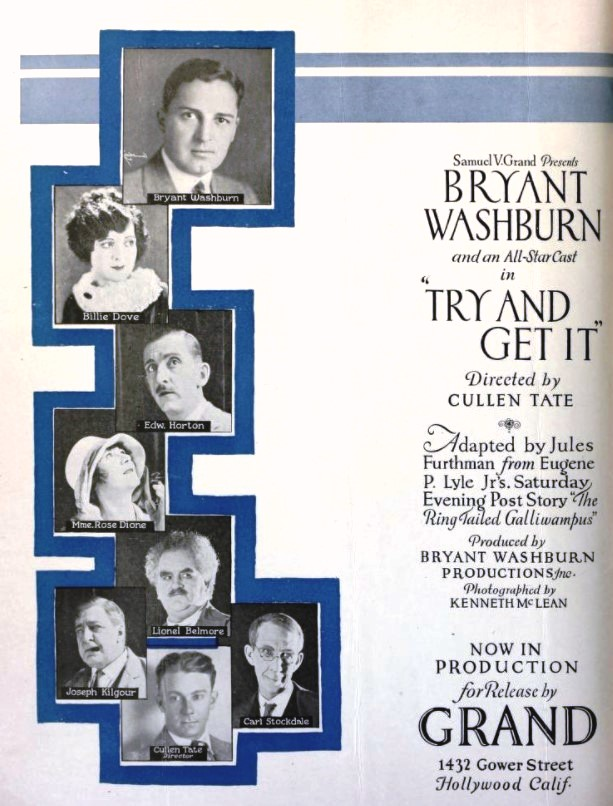
Distribution du film dans le magazine Film Daily.

- Edward Everett Horton : Glenn Collins
- Joseph Kilgour : Larry Donovan
- Lionel Belmore : Timothy Perrin
- Rose Dione : Madame Florio
- Hazel Deane : Telephone Operator
- Carl Stockdale : Bookkeeper